# Maison Ädiz
 (mars 2024).
Les Adiz étaient le deuxième clan impérial du Khaganat ouïghour.

## Origine
Le clan Ädiz était à l'origine membre de la Confédération Tiele et non ouïghoure. Des sources chinoises ont répertorié Ädiz (阿跌 Ädiē) comme le 14e sur au moins 15 maisons aristocratiques formant le royaume Tiele nommées,,,. Ils vivaient sur les rives du Syr Darya au VIIe siècle. Ils ont ensuite migré près du lac Baïkal et sont devenus une partie de Xueyantuo sous le règne de Zhenzhu Khan . Après leur soumission à la dynastie Tang, ils furent nommés dans la préfecture de Jitian (雞田州)  — l'une des préfectures que la dynastie Tang établit pour l'établissement des Tiele qui se soumirent aux Tang sous le règne de l'empereur Taizong en le Hequ (河曲, c'est-à-dire la région du désert d'Ordos ).
Leur prince Ädie Liangchen (阿跌良臣, littéralement : « Bon ministre de l'Ädiz ») et son armée faisaient partie de l'armée du circuit de Shuofang (朔方, dont le siège est l'actuelle Yinchuan, Ningxia ). Son fils Ädiz Guangyan (Li Guangyan) adopta plus tard un nom de famille impérial et devint général dans l'armée Tang. Il mourut en 826.
Le clan Ädiz a également été mentionné dans les inscriptions d'Orkhon comme une seigneurie soumise par Kűl Tegin.

## Clan royal
Fondateur du clan royal du Khaganate ouïghour, Qutluq était initialement membre du clan Ädiz. Il est devenu orphelin dès son plus jeune âge et adopté par le clan Yaglakar. Après la mort prématurée de Qutluq Bilge, il succéda au qaghanate après avoir été élu par les nobles. Il n'a pas changé son nom de famille pour celui d'origine, mais a gardé le nom Yaglakar, néanmoins il a exilé tous les princes restants des branches de cadets à Chang'an.
| Nom personnel                            | Titre turc                                              | Titre chinois              | Règne   |
| ---------------------------------------- | ------------------------------------------------------- | -------------------------- | ------- |
| Adie Guduolu, plus tard Yaoluoge Guduolu | Ay Tengride Ulugh Bolmish Alp Qutluq Külüg Bilge Qaghan | Huaixin Qaghan (懷信可汗)  | 795-808 |
|                                          | Ay Tengride Qut Bolmish Alp Bilge Qaghan                | Baoyi Qaghan (保義可汗)    | 808-821 |
|                                          | Gün Tengride Ulugh Bolmish Küçlüg Bilge Qaghan          | Chongde Qaghan (崇德可汗)  | 821-824 |
| Yaoluoge Hesa                            | Ay Tengride Qut Bolmish Alp Bilge Qaghan                | Zhaoli Qaghan (昭禮可汗)   | 824-833 |
| Yaoluoge Hu                              | Ay Tengride Qut Bolmish Alp Külüg Bilge Qaghan          | Zhangxin Qaghan (彰信可汗) | 833-839 |
| Jueluowu ou Yaoluoge Hesa                |                                                         | Qasar Qaghan (㕎馺特勒)    | 839-840 |
| Yaoluoge Wuxi                            |                                                         | Wujie Qaghan (烏介可汗)    | 841-846 |
| Yaoluoge E'nian                          |                                                         | Enian Qaghan (遏捻可汗)    | 846-848 |

Fils de Chongde Qaghan, Womosi fut plus tard créé prince de Huaihua (懷化王) et reçut le nom de famille du clan impérial Li (李). Les frères de Wamosi, Alizhi (阿歷支), Xiwuchuo (習勿啜) et Wuluosi (烏羅思) ont reçu respectivement les noms de Li Sizhen (李思貞), Li Siyi (李思義) et Li Sili (李思禮).

## Génealogie
- Adiz, (v.710 - ?);
  - Ädiz Liangchen, (v.735 - ?), préfet de la préfecture de Jitian;
    - Ne, (v.755 - ?), épouse de Sheli Gezhan;
    - Ädiz Guangjin, (v.756 - ?);
    - Li Guangyan, (761 - 826);

  - Adiz, (v.740 - v.765);
    - Qutluq II, (v.760 - 808), Khagan en 795;
      - Baoyi Qaghan, (v.780 - 821), Khagan en 808;
        - Chongde Qaghan, (v.800 - 824), Khagan en 821;
          - Zhangxin Qaghan, (v.818 - 839), Khagan en 833;
          - Li Sizhong, (v.820 - ap.843), Prince de Huaihua;
          - Xiwuchuo;
          - Wuluosi;

        - Zhaoli Qaghan, (v.802 - 833), Khagan en 824;
        - Wujie Qaghan, (v.805 - 846), Khagan en 841;
        - Enian Qaghan, (v.808 - ap.848), Khagan de 846 à 848;